# Pauline von Königsegg

Gräfin Pauline zu Königsegg-Aulendorf, geb. Bellegarde

Pauline („Paula“) Marie Gräfin zu Königsegg-Aulendorf, geb. Gräfin von Bellegarde (* 2. April 1830 in Wien; † 27. Mai 1912 in München) war eine österreichische Hofdame.

## Leben
Pauline Gräfin von Bellegarde war die Tochter von August Graf von Bellegarde (1795–1873) und Julie, geb. Freiin von Gudenus (1795–1865). Am 15. April 1857 heiratete sie den österreichischen Hofbeamten und Offizier Alfred Graf von Königsegg zu Aulendorf. 1862 ernannte sie Kaiserin Elisabeth zur Obersthofmeisterin; ebenso wurde ihr Mann Obersthofmeister der Kaiserin. Dadurch rangierte das Paar an erster Stelle im Hofstaat der Kaiserin. 
Die Ernennungen sorgten für einige Aufregung bei Hofe: zum einen, weil die Königseggs nicht zur Partei der dominanten Kaiserinmutter Erzherzogin Sophie gehörten, die somit an Einfluss verlor; zum anderen, weil Gräfin Königsegg – anders als etwa ihre Vorgängerin, die Gräfin Esterhazy-Liechtenstein – zwar durch Heirat, aber nicht von Geburt zum (ehemals souveränen) standesherrlichen Adel gehörte, der am Wiener Hof absolut dominierte, gleichwohl aber durch ihr neues Amt vor sämtlichen Damen bei Hofe, unter ihnen Fürstinnen, Prinzessinnen und ehemals regierende Gräfinnen, rangierte, was diese erheblich verärgerte. 
Pauline Königsegg wurde mit dem Sternkreuzorden ausgezeichnet und galt als Vertraute der jungen Kaiserin in ihren frühen Wiener Jahren. Allerdings geriet sie bald in Gegensatz zu den ungarischen Hofdamen Ida Ferenczy und Marie Festetics, die die Kaiserin favorisierte und die sie schnell in deren Gunst ablösten. Allgemein stand sie den ungarischen Freunden Sisis ablehnend gegenüber, auch verstand sie kein Ungarisch.

## Fortleben
In der Sissi-Trilogie von Ernst Marischka (1955–57) wird Gräfin Bellegarde von Senta Wengraf dargestellt.

## Nachkommen
Pauline Gräfin Bellegarde und Alfred Graf Königsegg hatten einen Sohn:
- Franz Xaver Johann Baptist Eusebius  (* 29. Dezember 1858; † 26. April 1927) ⚭ 1881 Gräfin Hedwig von Neipperg (* 22. Juli 1859; † 23. Oktober 1916)